# Титовка (головной убор)

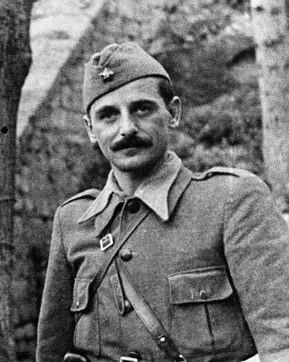
Генерал Коча Попович в титовке.

Титовка (сербохорв. Титовка / Titovka) — головной убор, пилотка югославских партизан-антифашистов, впоследствии входивший в униформу Югославской народной армии и Союза пионеров Югославии. Названа в честь основателя СФРЮ Иосипа Броза Тито. Внешне ничем не отличается от советской пилотки (спереди изображена та же красная звезда с серпом и молотом).
Первоначально, со второй половины 1941 года, партизаны в Хорватии, Словении и Западной Боснии носили шапку под названием «триглавка». Распоряжением Иосипа Броза Тито от апреля 1944 года в Народно-освободительной армии Югославии была введена титовка, ставшая одним из самых известных символов антифашистского сопротивления, что привело впоследствии к вытеснению обширно использовавшейся до этого времени триглавки.
В послевоенные годы белую или синюю титовку носили югославские пионеры.